# HNRNPK
HNRNPK (англ. Heterogeneous nuclear ribonucleoprotein K) – білок, який кодується однойменним геном, розташованим у людей на короткому плечі 9-ї хромосоми.  Довжина поліпептидного ланцюга білка становить 463 амінокислот, а молекулярна маса — 50 976.
| 10         |  | 20         |  | 30         |  | 40         |  | 50         |
| ---------- |  | ---------- |  | ---------- |  | ---------- |  | ---------- |
| METEQPEETF |  | PNTETNGEFG |  | KRPAEDMEEE |  | QAFKRSRNTD |  | EMVELRILLQ |
| SKNAGAVIGK |  | GGKNIKALRT |  | DYNASVSVPD |  | SSGPERILSI |  | SADIETIGEI |
| LKKIIPTLEE |  | GLQLPSPTAT |  | SQLPLESDAV |  | ECLNYQHYKG |  | SDFDCELRLL |
| IHQSLAGGII |  | GVKGAKIKEL |  | RENTQTTIKL |  | FQECCPHSTD |  | RVVLIGGKPD |
| RVVECIKIIL |  | DLISESPIKG |  | RAQPYDPNFY |  | DETYDYGGFT |  | MMFDDRRGRP |
| VGFPMRGRGG |  | FDRMPPGRGG |  | RPMPPSRRDY |  | DDMSPRRGPP |  | PPPPGRGGRG |
| GSRARNLPLP |  | PPPPPRGGDL |  | MAYDRRGRPG |  | DRYDGMVGFS |  | ADETWDSAID |
| TWSPSEWQMA |  | YEPQGGSGYD |  | YSYAGGRGSY |  | GDLGGPIITT |  | QVTIPKDLAG |
| SIIGKGGQRI |  | KQIRHESGAS |  | IKIDEPLEGS |  | EDRIITITGT |  | QDQIQNAQYL |
| LQNSVKQYSG |  | KFF        |  |            |  |            |  |            |

A: Аланін

C: Цистеїн

D: Аспарагінова кислота

E: Глутамінова кислота

F: Фенілаланін

G: Гліцин

H: Гістидин

I: Ізолейцин

K: Лізин

L: Лейцин

M: Метіонін

N: Аспарагін

P: Пролін

Q: Глутамін

R: Аргінін

S: Серин

T: Треонін

V: Валін

W: Триптофан

Кодований геном білок за функціями належить до репресорів, рибонуклеопротеїнів, активаторів. 
Задіяний у таких біологічних процесах як взаємодія хазяїн-вірус, процесінг мРНК, сплайсінг мРНК, транскрипція, регуляція транскрипції. 
Білок має сайт для зв'язування з ДНК, РНК. 
Локалізований у цитоплазмі, ядрі, клітинних контактах, клітинних відростках.